# 韦特河 (马耶讷河支流)
韦特河（法語：Ouette，法語發音：[wɛt]）是法国卢瓦尔河地区大区马耶讷省的河流，是马耶讷河的左支流，长35千米，发源自拉沙佩勒兰苏安，于昂特拉姆流入马耶讷河。